# Lovebugs
Lovebugs (též The Lovebugs) je švýcarská britpopová kapela. Od svého založení v roce 1992 vydali množství alb, z nichž 3 obsadily první místo švýcarské hitparády.
Skupina reprezentovala Švýcarsko na Eurovision Song Contest 2009 v Moskvě, s písní „The Highest Heights“ se jí však nepovedlo postoupit do finále.

## Historie skupiny

### 1992–1996: Vznik, Fluff, Fantastic a BMG Ariola
Kapelu založil v roce 1992 zpěvák Adrian Sieber spolu se Sebastianem Hausmannem a Julie Lauperovou. Díky vítězství v regionální soutěži talentů dostala formace možnost nahrát první album. Fluff vyšlo v roce 1994, o rok dříve však skupinu opustila Julie, zatímco novým bubeníkem se stal Simon Ramseier.
V roce 1995 kapela vydala druhé album Tart a vydala se na první švýcarsko-evropské turné. O rok později zaznamenali první velký úspěch, když se singl „Fantastic“ vyšplhal na čtyřicáté místo švýcarské hitparády, a podepsali smlouvu s vydavatelstvím BMG Ariola.
Thomas Riechberger, současný kytarista, se ke skupině přidal v roce 1998.

### 1996–2003: Transatlantic Flight, Warner Music Group s 13 Songs With A View
Zlom nastal o další dva roky později, když album Transatlantic Flight obsadilo třetí místo ve švýcarských žebříčcích. Tehdy skupina znovu vyměnila vydavatelství a dostala se pod křídla Warner Music Group. Následné album Awaydays se dostalo na první místo hitparády. Skupina navíc nabrala dva nové členy, kteří pomohli utvořit současný line-up formace - keyboardistu Stefana Wagnera a baskytaristu Floriana Senna, který skupinu opustil.
Po kratší pauze vydali Lovebugs v roce 2003 album 13 Songs With A View, které však obsadilo oproti očekáváním pouze sedmé místo v hitparádě. Následný počin Naked, jejich první živé album, ovšem znovu dostal kapelu na vrchol žebříčků.

### 2003–2009: In Every Wakng Moment a Avalon
O tři roky později Lovebugs vydali první kompilaci největších hitů In Every Wakng Moment. Album obsahovalo mimo jiné spolupráci s norskou zpěvačkou Lene Marlin, singl „Avalon“, díky němuž se Lovebugs poprvé umístili v hitparádě mimo rodné Švýcarsko (#27 v Norsku).
Poté následovala druhá pauza, při níž se zpěvák Adrian Sieber rozhodl věnovat sólové kariéře.

### 2009: Eurovision Song Contest a The Highest Heights
Výrazně Lovebugs rozčeřili vody až v roce 2009, kdy byli švýcarským veřejnoprávním vysílatelem nominováni k reprezentaci země na Eurovision Song Contest 2009 v Moskvě. S písní „The Highest Heights“ patřili mezi favority, ovšem 12. května 2009 se jim nepodařilo dostat se mezi deset nejúspěšnějších účastníků prvního semifinále, kvůli čemuž dále nepostoupili. V semifinálovém kole obsadili 14. místo s 15 body (5 bodů z Finska a po dvou bodech z Běloruska, Bosny a Hercegoviny, Andorry, Švédska a Portugalska. Reakce na pěvecký výkon Adriana Siebera byly smíšené, a skupina později potvrdila, že ji při vystoupení postihly technické potíže. Souběžně s vystoupením na Eurovizi vyšlo nové album The Highest Heights, jehož titulní singl i přes neúspěch na soutěži bodoval v hitparádách ve Švýcarsku a Švédsku.

## Současní členové
V letech 2001 až 2023 byli členy kapely:
- Adrian Siebe (zpěv, hudba a texty)
- Thomas Riechberger (kytara)
- Florian Senn (baskytara)
- Stefan Wagner (klávesy, doprovodné vokály)
- Simon Ramseier (bubny, režie videoklipů)